# Marina Toybina

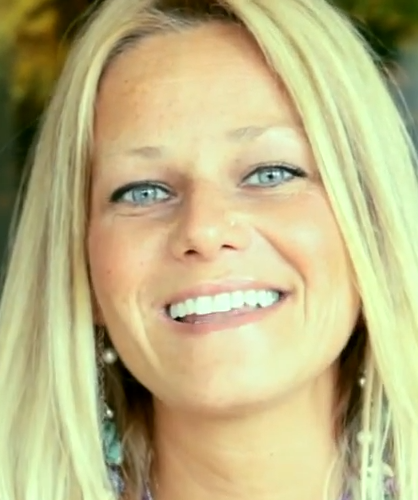
Toybina, 2001

Marina Toybina (* etwa 1981 in Moskau, Sowjetunion) ist eine US-amerikanische Kostüm- und Modedesignerin. Sie gewann fünf Emmy Awards. In Deutschland ist sie vor allem für Kostümentwürfe bei der deutschen Ausgabe von The Masked Singer bekannt.

## Werdegang
Marina Toybina wanderte mit elf Jahren nach Phoenix, Arizona aus und schloss im Mai 2000 die Shadow Mountain High School ab. Laut eigener Aussage war ihr erstes Stück ein purpurrotes Kleid, welches sie als Junior (11. Klasse) designte. Um Geld zu verdienen, arbeitete sie in einem Hallmark-Cards-Store. Anschließend studierte sie am Fashion Institute of Design & Merchandising (FIDM) in Los Angeles Modedesign. Im März 2001 zeigte sie Abschlussballkleider während ihrer ersten Modenschau an ihrer alten High School.
Während Toybina in einem Bekleidungsgeschäft arbeite, lernte sie Ashton Hirota kennen und gründet mit ihm die Modelinie Glaza, was das russische Wort für Augen ist. Im gleichen Jahr veranstaltet sie ihre erste Modenschau mit knapp 200 Stücken. Erste bekannte Kunden waren Mary J. Blige und Mitglieder der Black Eyed Peas. Toybina meinte, dass sie bis 2004 die meisten Möbel verkauft hatte und sie ihre Wohnung fast verloren hatte.
Im März 2005 wurde Toybina alleinige Eigentümerin von Glaza und startete im Juli 2006 ein Relaunch mit einer Modenschau. Ende 2007 entwarf sie einige Kleidungsstücke für Britney Spears Musikvideo Piece of Me. Laut Billboard ist Toybina seit 2010 ausgebucht. Sie entwarf u. a. Kostüme für Tourneen und Musikvideos von Taylor Swift, Ariana Grande, Katy Perry, Nicki Minaj, Pink, Carrie Underwood und Fifth Harmony. Ebenso entwarf sie die Kostüme für den Super-Bowl-XLIX-Halbzeitshow im Jahr 2015 und die TV-Sendungen The X Factor, So You Think You Can Dance, World of Dance und The Masked Singer.

## Auszeichnungen und Nominierungen
| Auszeichnung                        | Jahr | Arbeit                        | Kategorie                                                           | Ergebnis  | Ref    |
| ----------------------------------- | ---- | ----------------------------- | ------------------------------------------------------------------- | --------- | ------ |
| Costume Designers Guild Awards      | 2019 | So You Think You Can Dance    | Excellence in Variety, Reality-Competition, Live Television         | Nominiert | [ 13 ] |
| Costume Designers Guild Awards      | 2020 | The Masked Singer             | Excellence in Variety, Reality-Competition, Live Television         | Gewonnen  | [ 14 ] |
| Primetime Creative Arts Emmy Awards | 2012 | The X Factor                  | Outstanding Costumes for a Variety Program or a Special             | Gewonnen  | [ 15 ] |
| Primetime Creative Arts Emmy Awards | 2013 | 55th Annual Grammy Awards     | Outstanding Costumes for a Variety Program or a Special             | Gewonnen  | [ 15 ] |
| Primetime Creative Arts Emmy Awards | 2014 | So You Think You Can Dance    | Outstanding Costumes for a Variety Program or a Special             | Gewonnen  | [ 15 ] |
| Primetime Creative Arts Emmy Awards | 2015 | Super Bowl XLIX halftime show | Outstanding Costumes for a Variety Program or a Special             | Gewonnen  | [ 15 ] |
| Primetime Creative Arts Emmy Awards | 2019 | The Masked Singer             | Outstanding Costumes for Variety, Nonfiction or Reality Programming | Nominiert | [ 15 ] |
| Primetime Creative Arts Emmy Awards | 2020 | The Masked Singer             | Outstanding Costumes for Variety, Nonfiction or Reality Programming | Gewonnen  | [ 15 ] |